# Mrunal Thakur
Mrunal Thakur (1º agosto 1992) è un'attrice indiana che recita prevalentemente in hindi e marathi.
Ha esordito nel film drammatico Love Sonia (2018), per il quale ha ricevuto il plauso della critica. Nel 2019 è apparsa nel film biografico Super 30 e nel thriller d'azione Batla House, entrambi successi commerciali, mentre nel 2021 ha recitato in Toofaan e in Jersey, oltre che nel thriller d'azione Dhamaka.

## Biografia

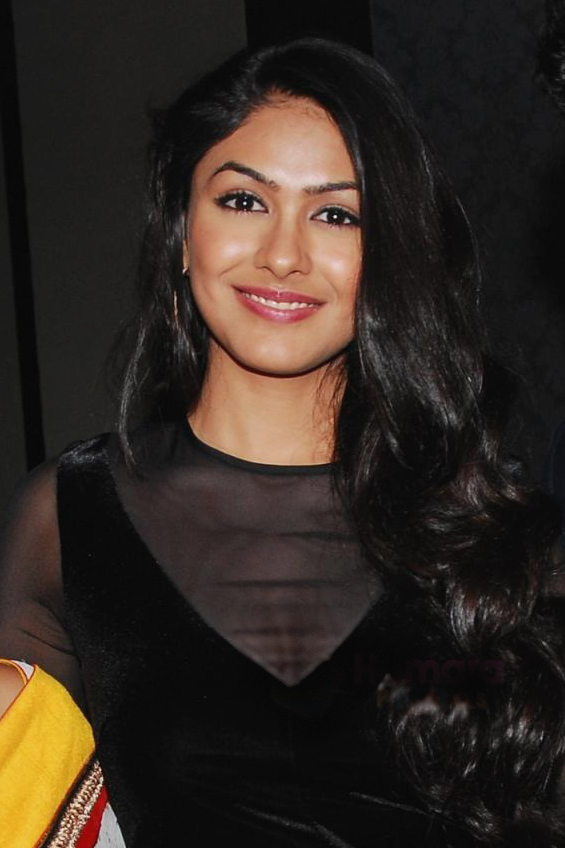
Thakur nel 2012

Dopo gli studi alla St. Xavier's High School a Shrirampur e alla Vasant Vihar High School a Mumbai, Mrunal ha studiato Mass Media al KC College e ha conseguito anche un diploma B-Tech.

### Carriera

#### Televisione
Durante gli anni del college ha interpretato il ruolo da protagonista di Gauri Bhosle al fianco di Mohit Sehgal nella serie  Mujhse Kuchh Kehti...Yeh Khamoshiyaan, in onda dal 2012 al 2013. In seguito è apparsa sporadicamente nella serie Har Yug Mein Aayega Ek - Arjun, nella quale interpretava una giornalista di nome Sakshi Anand.
Nel febbraio 2014 è entrata nel cast della soap opera di Zee TV Kumkum Bhagya nei panni di Bulbul Arora, una donna che insieme alla sorella maggiore aiuta la madre a gestire una sala per matrimoni. In seguito si è esibita in un ballo in un episodio speciale di SauBhagyalaxmi, concludendo così la sua carriera televisiva.

### Cinema
Nel 2012 Thakur ha iniziato a lavorare alle riprese del film internazionale Love Sonia a Calcutta. Il film è uscito nel settembre 2018 dopo vari ritardi e l'ha vista nel ruolo principale di una ragazza del villaggio che porta alla luce la questione della tratta globale di esseri umani. Per lo studio del suo ruolo, è stata in un bordello per studiare il linguaggio del corpo delle prostitute.
Ha debuttato a Bollywood nel 2019 in Super 30, che racconta la storia del matematico Anand Kumar, e nello stesso anno ha interpretato la moglie di John Abraham in Batla House di Nikkhil Advani, nonché il personaggio immaginario Sivagami nella serie Netflix Baahubali: Before The Beginning, spin-off di Baahubali. Nel 2020 è apparsa nel film horror Ghost Stories, sempre prodotto da Netflix, e nel 2021 ha recitato in Toofaan e in Jersey, un remake dell'omonimo film telugu del 2019. Inoltre ha recitato nel thriller d'azione Dhamaka diretto da Ram Madhvani, uscito su Netflix il 19 novembre 2021.